# 幹本雄之
幹本雄之（日语：幹本 雄之，1948年3月15日—），日本男性配音員、演員。出身於新潟縣。身高185cm。B型血。

## 經歷
本名、舊藝名：宮下 勝（みやした まさる）。現在是ARTSVISION所屬，以前經歷東映演技研修所、黑澤良錄音教室、黑澤良事務所、吉澤演劇塾、劇團京、GROUP EITO、江崎Production、賢Production、九Production、OFFICE WATT。

## 人物
1970年代前半開始，主要參加歐美、港片影集幫身經百戰的勇士、上司、反派及搞笑角色等次要角色或閒角做日語配音。
動畫方面，其中又以東映動畫、日昇動畫、TMS Entertainment (東京電影)、龍之子製作公司作品參加的較多。為人熟悉的代表配音作品有《灌籃高手》的野間忠一郎、《機動戰士鋼彈0083：Stardust Memory》的查普·亞德爾和里昂·利斐、《英國戀物語艾瑪》的史蒂芬、《鐵人28號 (2004年版)》的村雨健次、《Code Geass反叛的魯路修R2》的卡拉雷斯公爵及 《名偵探柯南：漆黑的追跡者》的愛爾蘭等多位外表看起來像中年或老年的男子。另外，幹本因為經常參加動畫導演今川泰宏執導的作品，所以2人也是長年合作的老友。
對本人而言，其特色是熱血硬漢型的角色。
興趣、特長：上健身房、駕駛、打棒球、滑雪。

## 演出

### 電視動畫
1974年
- 昆蟲物語 新孤兒哈奇
- 破裏拳旋風俠（日语：破裏拳ポリマー）
- 星星王子

1975年
- 天方夜譚（男子3、船員B）
- 龍龍與忠狗（公務人員）

1976年
- 時間飛船（格先生）
- 無敵飛天俠（船員、船員A、親衛隊、運転手B、警官B、部下、戰鬥員）
- 保羅歷險記（馬戲團學徒）

1977年
- 咪咪流浪記
- 棒球少年貫太（日语：一発貫太くん）（守田）
- 魯邦三世 (TV第2系列)（日语：ルパン三世 (TV第2シリーズ)）（地震對策本部人員）

1978年
- 宇宙戰艦大和號2（空間騎兵隊員）
- 科學小飛俠II（惡魔黨）
- 未來少年柯南（船員）

1979年
- 科學小飛俠F（甘達）
- 人造人009 (1979年版)（雅各布）

1980年
- 明日之丈2
- 宇宙戰士（幹部B、隊員A）
- 天才小釣手（小田切）
- 原子小金剛 (1980年版) （龍捲風、塔巴斯科、指揮官）
- 小神童（貝爾納多）

1982年
- 逆轉一發人（日语：逆転イッパツマン）（格列佛）
- 心跳今夜（醫生C）
- 魔法公主 明琪桃子（日语：魔法のプリンセス ミンキーモモ）（部長、署長、惡幫B、電腦）

1983年
- 伊賀野河馬丸（德光、森中）
- 貓眼三姐妹（警官）
- 銀河疾風（總經理、幹部、馬修）
- SPACE COBRA（拉瑞·里奧）
- 魔法小天使（講師、工作人員）

1984年
- 星空鐵衛掃蕩號（田所）
- 宗谷物語（日语：宗谷物語）（幹部、副長）
- 超攻速加爾比昂（日语：超攻速ガルビオン）（丹特）
- 魔法妖精貝露莎（老大、部下、擂台司儀）

1985年
- 蒼藍流星SPT雷茲納（達魯）
- 超獸機神斷空我（速水）
- 北斗神拳（1985年－1987年，傑克、雷牙、京特、紅蓮）
- 六三四之劍（武者潔和）

1986年
- 三國志II 在天空翱翔的英雄們（日语：三国志 (日本テレビ)）（武將）
- 聖鬥士星矢（大熊座 檄、半人馬座 巴比倫）
- 鄰家女孩（不良A、老師）
- 機器人阿丁 (1986年版)（日语：ロボタン）

1987年
- 橙路（高中生）
- 城市獵人（荻野俊一）
- 變形金剛：頭領戰士（布蘭卡、D-99猿猴）
- 高校！奇面組（日语：ハイスクール!奇面組）（土昆丈）
- 聖魔大戰（魔統）
- 北斗神拳2（專家、修羅）
- 天威勇士（野桑）

1988年
- 魁!! 男塾（林海）
- 鬥將!! 拉麵男（金角、強力掌金剛、旅人）
- 鐵拳小子（日语：鉄拳チンミ）（道科、迪克·史坦納）
- 變形金剛：超神 Master Force（跳蛙）
- 名門！第三棒球部（日语：名門!第三野球部）（坂口）

1989年
- 森林大帝（艾迪）
- 變形金剛V（黑影）

1990年
- 美味大挑戰（平町法明）
- 超級劍豪傳（火縄的）
- 八百八町表裏化妝師（日语：八百八町表裏 化粧師）（伊代助）
- 七海遊龍（ドルバローム）
- 黑色推銷員（虫味一郎）

1991年
- 橫山光輝 三國志（闞澤）

1992年
- 看了就會變強 暢快！橫綱動畫 啊啊播磨灘（日语：ああ播磨灘）（白鳳）
- 金肉人 金肉星王位爭奪戰篇（拉麵人、超人之神）
- 黑色推銷員（堂木學）

1993年
- 灌籃高手（野間忠一郎）
- 忍者亂太郎（樋屋奇王丸）

1994年
- 機動武鬥傳G鋼彈（隊長）
- 灌籃高手（村雨健吾、高野昭一）
- 七海的堤可（庫伯）

1995年
- 新機動戰記鋼彈W（茲巴洛夫）
- 快打旋風II V（林）

1996年
- 怪盜Saint Tail（田島）
- 名偵探柯南（湯田等）
- 浪客劍心（仁志田兵衛）

1997年
- 烙印勇士（大臣、武官F）
- 手塚治蟲的舊約聖書物語（日语：手塚治虫の旧約聖書物語）（高官）
- 白鯨傳説（日语：白鯨伝説）（白鯨）

1998年
- AWOL -Absent Without Leave-（日语：AWOL -Absent Without Leave-）（領隊）
- 女惡魔人（總統助理）
- 槍神Trigun（魯勞德）
- 名偵探柯南（川田刑事）

1999年
- 星際牛仔（駕駛員）
- 週刊故事樂園（日语：週刊ストーリーランド）（人事部長、管理者、分店店長）
- 怪獸農場 ～圓盤石的秘密～（日语：モンスターファーム (アニメ)）（薩帕特）

2001年
- Hellsing（帕克少尉）

2002年
- 攻殼機動隊 STAND ALONE COMPLEX（署長）
- 七小花（生活指導老師〈丸岡雄之〉）

2003年
- STRATOS 4（日语：ストラトス・フォー）（偵訊官）
- 奇諾之旅 -the Beautiful World-（詩人）

2004年
- 武士槍（日语：サムライガン）（鷲山藤十郎）
- 鐵人28號 (2004年版)（村雨健次）
- MONSTER（麥可·穆勒）

2005年
- 英國戀物語艾瑪（史蒂芬）

2007年
- 英國戀物語艾瑪 第二幕（史蒂芬、男爵）

2008年
- Code Geass反叛的魯路修R2（卡拉雷斯公爵[12]）
- 秘密 ～The Revelation～（荻島茂）
- 魔法使的條件 夏季的天空（櫻井和彥）

2014年
- 火星異種（老人）

2016年
- 名偵探柯南（下村昌三）

2018年
- 雷頓神秘偵探社 ～卡特莉的解謎事件簿～（德里斯坦）

### 電影動畫
1978年
- 魯邦三世：魯邦VS複製人（警官）

1984年
- 冒險者們 甘巴與7隻夥伴（日语：ガンバの冒険）

1992年
- 機動戰士鋼彈0083：吉翁的殘光（查普·亞德爾）

1994年
- 劇場版 灌籃高手（日语：スラムダンク (1994年の映画)）（野間忠一郎）
- 灌籃高手：稱霸全國！櫻木花道（日语：スラムダンク 全国制覇だ! 桜木花道）（野間忠一郎）

1995年
- 灌籃高手：湘北最大的危機！燃起鬥志的櫻木花道（日语：スラムダンク 湘北最大の危機! 燃えろ桜木花道）（野間忠一郎）
- 灌籃高手：咆哮籃球員靈魂！花道和流川的灼熱夏季（日语：スラムダンク 吠えろバスケットマン魂!! 花道と流川の熱き夏）（野間忠一郎）

1998年
- 機動戰艦 -The prince of darkness-（中佐）

2000年
- 機動戰士鋼彈II 哀戰士篇（烏拉干中尉）
- 人狼 JIN-ROH

2007年
- 劇場版 鐵人28號：白晝的殘月（村雨健次）

2009年
- 名偵探柯南：漆黑的追跡者（愛爾蘭）

### OVA
1986年
- 蒼之流星SPT雷茲納（阿提拉）
- 機甲界 鐵之紋章（士兵A）
- 湘南爆走族（原澤良美的父親）
- 那由他（日语：那由他 (漫画)）

1987年
- elf17（日语：エルフ・17）（長老）
- 禁斷默示錄 水晶三角（日语：禁断の黙示録 クリスタル・トライアングル）（老師）
- 超獸機神斷空我 GOD BLESS DANCOUGA（速水）

1988年
- 沙羅曼蛇：冥想的帕歐拉

1990年
- MOMOKO

1991年
- 機動戰士鋼彈0083：Stardust Memory（查普·亞德爾）

1992年
- 銀河英雄傳說（尼斯巴哈）
- 機械巨神 THE ANIMATION -地球靜止之日（村雨健二、旁白）

1993年
- 三麗鷗世界名作電影館 Hello Kitty版阿爾卑斯山的少女（紳士）

1996年
- 親鸞聖人與王舍城的悲劇（日语：親鸞聖人と王舎城の悲劇）（富樓那）

1997年
- 新機動戰記鋼彈W 無盡的華爾茲（茲巴洛夫）

1998年
- 魔界轉生（山中鐵齋）
- 危險調查員（刑事A、店家老闆）

2002年
- 七小花 第7節課（生活指導老師〈丸岡雄之〉）

2017年
- 宇宙戰艦大和號2202 愛的戰士們（總統[13]）[注 2]

### 網路動畫
- 異域傳說 II to III a missing year ～U.M.N.被封印的真實碎片～（日语：ゼノサーガ エピソードII to III a missing year）（2006年，艦長）

### 遊戲
1992年
- 超時空要塞2036（納巴斯杜·津）

1998年
- SD鋼彈 G世代（查普·亞德爾）
- 機動戰士鋼彈 基連的野望（日语：機動戦士ガンダム ギレンの野望）（查普·亞德爾、連邦軍秘書官、連邦高官）

1999年
- SD鋼彈 G世代-ZERO（查普·亞德爾）
- 機動戰士鋼彈外傳 殖民地墮落之地（里昂·利斐）

2000年
- SD鋼彈 G世代-F（查普·亞德爾、里昂·利斐、連邦兵B）
- 機動戰士鋼彈 基連的野望 吉翁的系譜（查普·亞德爾、里昂·利斐、連邦士官B、連邦高官）

2001年
- SD鋼彈 G世代-F.I.F（查普·亞德爾、里昂·利斐）
- 吉翁最前線 機動戰士鋼彈0079（曼寧）

2002年
- SD鋼彈 G世代 NEO（查普·亞德爾）
- 機動戰士鋼彈 基連的野望 吉翁獨立戰爭記（日语：機動戦士ガンダム ギレンの野望 ジオン独立戦争記）（查普·亞德爾）
- 機動戰士鋼彈戰記 Lost War Chronicles（里昂·利斐）

2003年
- 第2次超級機器人大戰α（查普·亞德爾、連邦軍艦長、新吉翁艦長）

2004年
- SD鋼彈 G世代 SEED（查普·亞德爾）
- 機動戰士鋼彈 戰士們的軌跡（日语：機動戦士ガンダム 戦士達の軌跡）（曼寧）
- 超級機器人大戰GC（日语：スーパーロボット大戦GC）（連邦軍士官、無限士官、波賽達爾兵）
- 鐵人28號（村雨健次）

2005年
- 機動戰士鋼彈 一年戰爭（日语：機動戦士ガンダム 一年戦争）（卡拉）
- 第3次超級機器人大戰α 終焉之銀河（查普·亞德爾）
- 魔偵探洛基 RAGNAROK 魔妖畫 ～失落的微笑～（蘭道孝造）

2006年
- SD鋼彈 G世代 PORTABLE（查普·亞德爾）
- 機動戰士鋼彈 吉翁的徽章（日语：機動戦士ガンダム スピリッツオブジオン）（查普·亞德爾[注 3]）
- 超級機器人大戰XO（聯邦軍士官、無限士官、波賽達爾兵）

2007年
- SD鋼彈 G世代 SPIRITS（查普·亞德爾）
- 聖騎士之戰2：前奏曲（日语：GUILTY GEAR 2 OVERTURE）（帕拉戴姆博士）

2008年
- 機動戰士鋼彈 基連的野望 阿克西斯的威脅（日语：機動戦士ガンダム ギレンの野望 アクシズの脅威）（查普·亞德爾、里昂·利斐、連邦士官B）
- 超級機器人大戰Z（吉翁艦長）

2009年
- SD鋼彈 G世代 WARS（查普·亞德爾）
- 美德傳奇（艾斯貝爾·蘭特）

2011年
- SD鋼彈 G世代 WORLD（查普·亞德爾）
- 機動戰士鋼彈 新基連的野望（日语：機動戦士ガンダム 新ギレンの野望）（查普·亞德爾、里昂·利斐、連邦士官B）

2012年
- SD鋼彈 G世代 OVER WORLD（查普·亞德爾）

2014年
- 機動戰士鋼彈外傳 SIDE STORIES（里昂·利斐、曼寧）

2016年
- SD鋼彈 G世代 GENESIS（查普·亞德爾、里昂·利斐、曼寧）

### 廣播劇CD
1987年
- 吸血鬼獵人D（蠻族里的長老）

1994年
- 勇者鬥惡龍 羅德的紋章 漫畫CD（基藍、佛爾卡斯）

1995年
- 查爾斯奉獻的夜想曲（科林）

1996年
- 你往何處去  廣播劇CD 
  - 第4卷「戰場上再會」
  - 第5卷「布魯特科霍的暗雲」
  - 第6卷「最後的戰役」

2003年
- 金色向日葵（所長）

2006年
- Snow Flower（雪的父親）

2008年
- Otodama -音靈-（御木本管理官）

2011年
- 美德傳奇 2011年夏季夜祭篇（艾斯貝爾·蘭特）

### 外語配音

#### 電影
- 加州玩偶（英语：...All the Marbles） ※朝日電視台版[注 4]。
- 十二怒漢（法院書記官〈比利·尼爾森（英语：Billy Nelson (actor)）〉）※日本電視台版。
- 48小時 ※朝日電視台版。
- 九死一生（英语：99 and 44/100% Dead）
- 紅粉聯盟（瑪拉·胡奇的父親〈艾迪·瓊斯〉）
- 完美的世界 ※影碟版。
- 法律之上（英语：Above the Law (1988 film)）（歐哈拉探長〈麥克·詹姆士〉）※VHS、DVD、BD版。
- 魔鬼暴警（英语：Action Jackson (1988 film)）
- 再見薩巴達（英语：Adiós, Sabata）（Gitano〈Joseph P. Persaud〉）※TBS版。
- 飛離航道（英语：Air America (film)）（Jack Neely〈Art LaFleur〉）
- 航爆死亡角（英语：Airport '77） ※日本電視台版。
- 異形2（瑞可·佛洛斯〈瑞可·羅斯（英语：Ricco Ross）〉）※朝日電視台版。
- 異形3（Gregor〈Peter Guinness〉）※富士電視台版。
- 狂風沙（英语：American Outlaws）（Doc Mimms〈Ronny Cox〉）
- 杏林戰場（英语：Article 99）（監察長官〈納博·威靈翰（英语：Noble Willingham）〉）※東京電視台版。
- 驚險之旅（英语：Arctic Blue）（監察官〈Noble Willingham〉）※東京電視台版。
- 飛鷹計劃（Duke的隨扈：Frank〈Mark King〉）※影碟版。
- 刺客戰場（英语：Assassins (film)） ※VHS、DVD、BD、朝日電視台版。
- 核爆列車（英语：Atomic Train）（Tom Levy〈Michael Tomlinson〉）※完整DVD版。
- 血腥快車（英语：Avalanche Express）（Geiger〈David Hess〉）
- 回到未來（Dave McFly〈Marc McClure〉）※朝日電視台版[注 5]。
- 浴火赤子情（英语：Backdraft (film)） ※富士電視台版。
- 致命女人香（英语：Bad Girls (1994 film)） ※朝日電視台版。
- 赤拳出擊（英语：Bare Knuckles）（德克〈約翰·杜威·卡特〉、大衛、警官1、刑警2）
- 第六感追緝令 ※VHS、DVD舊錄製版[注 6]。
- 蝙蝠俠 ※影碟版。
- 蝙蝠俠大顯神威 ※影碟版。
- 衝出封鎖線（Ejup〈Salaetin Bilal〉）※富士電視台版。
- 賓漢（角色不明）※朝日電視台版／（Drusus〈Terence Longdon〉）※日本電視台新錄製版。
- 霹靂炮3（英语：Beverly Hills Cop II） ※朝日電視台版。
- 神秘黑河（英语：Black River (2001 film)）（Richard Crunch〈Scott Hylands〉）
- 烏龍服務員（英语：Blame It on the Bellboy）（Rossi〈Jim Carter〉）
- 大放異彩（英语：Blow Dry）（諾亞·斯韋特〈大衛·布拉德利〉）
- 替身（英语：Body Double）
- 奪命列車（英语：Breakheart Pass (film)） ※TBS版。
- 惡夜特警隊（英语：Brooklyn's Finest）（約翰·馬修·惠特曼〈詹姆士·雷瑪〉）
- 阿達球迷鬧籃壇（英语：Celtic Pride）（房東／尼克〈Steve Sweeney〉、Tony Sheppard〈Ted Rooney〉）
- 性感追捕令（英语：Chasers）（Bogg長官〈Seymour Cassel〉）
- 征服四海（英语：Christopher Columbus: The Discovery）
- 城市滑頭（Cookie〈Tracey Walter〉）※東京電視台版。
- 巔峰戰士（英语：Cliffhanger (film)）（沃爾特·萊特部長〈保羅·溫菲爾德〉）※BS JAPAN版。
- 魔鬼司令（Jackson〈Bob Minor〉、小隊長 等）※朝日電視台、吹替帝王（日语：吹替の帝王）版。
- 街頭俏妞（英语：Curly Sue） ※日本電視台版。
- 割喉島 ※富士電視台版。
- 與狼共舞 ※日本電視台版。
- 霹靂男兒 ※影碟版。
- 猛龍怪客（英语：Death Wish (film)） ※朝日電視台版。
- 猛龍怪客4：鎮壓
- 007：勇破鑽石黨（Peter Franks〈Joe Robinson〉）※TBS版舊錄製版。
- 終極警探（警衛）※朝日電視台版。
- 終極警探2（Oswald Cochrane〈John Costelloe〉）※朝日電視台版。
- 桃色機密（John Conley Sr.〈Edward Power〉）※朝日電視台版。
- 好萊塢醫生（英语：Doc Hollywood） ※影碟版。
- 熱淚傷痕（英语：Dolores Claiborne (film)） ※DVD版。
- 雙重火力（英语：Double Team (film)）
- 吸血鬼也瘋狂（英语：Dracula: Dead and Loving It）（Martin〈Mark Blankfield〉）
- 李小龍傳（Luke Sun〈Ong Soo Han〉）※朝日電視台版。
- 魔鬼毀滅者（James Haggerty〈Patrick Kilpatrick〉）※影碟版。
- 聖誕驚魂夜（英语：Ernest Saves Christmas）（Carl〈Bill Cordell〉、收門票工作人員）
- 亞特蘭翠大逃亡
- 747絕地悍將（艾爾·沙耶·亞法〈安德里亞·卡卓拉斯〉）※VHS、DVD、BD版。
- 神劍 ※朝日電視台版。
- 絕命刺殺令（尼克·詹姆士〈邁克爾·馬德森〉）※VHS、DVD版。
- 反攻美國（英语：Extreme Prejudice）
- 小英雄對大刺客（英语：Eyewitness (1970 film)）
- 霸王別姬（張公公〈童弟〉）
- 夢幻成真（斯威德·里斯伯格（英语：Swede Risberg））※VHS版。
- 火狐狸（蘇聯軍政治委員 等）※TBS版。
- 第一滴血 ※朝日電視台版。
- 冷血奇兵（英语：Flesh and Blood (1985 film)）（傭兵米爾〈西門·安德魯（英语：Simón Andreu）〉）※朝日電視台版。
- 領航員（英语：Flight of the Navigator）（霍華德〈理查德·利伯蒂（英语：Richard Liberty）〉、陪童父親 等）※日本電視台版[注 7]。
- 飛天法寶（搶籃板的卡位男子3、裁判、吉祥物阿尼）
- 戰地鐘聲
- 4個朋友（英语：Four Friends (1981 film)）（Tyrrell、男A、電視播報員）※日本電視台版。
- 亡命夜巴黎（英语：Frantic (film)） ※朝日電視台版。
- 十三號星期五3（英语：Friday the 13th Part III） ※富士電視台版。
- 梔子花（英语：Gardenia (film)）（Salluzzo Henchman〈Benito Pacifico〉）※TBS版。
- 印第安傳奇（英语：Geronimo: An American Legend）
- 人鬼情未了（男性鬼魂〈J·克里斯多福·蘇利文〉）※影碟版。
- 真實一瞬間（英语：Guilty by Suspicion）（雷·卡琳〈湯姆·塞茲摩爾〉）
- 驚濤毀滅者－大洪水（英语：Hard Rain (film)） ※日本電視台版。
- 快打旋風 (1975年電影)（英语：Hard Times (1975 film)）
- 1996暴力衝鋒隊（英语：Harley Davidson and the Marlboro Man）（Alexander〈Daniel Baldwin〉）※VHS版。
- 魔鬼士官長（Roy Jennings〈Bo Svenson〉）※朝日電視台版。
- 烈火悍將（Mike Bosko〈泰德·拉文〉）※朝日電視台版[注 8]。
- 恐怖英雄（英语：Hero and the Terror）
- 末路狂奔（英语：Hitman's Run）（Dominic Catania〈Robert Miano〉）
- 小鬼當家（蛇）※富士電視台版[注 5]。
- 小鬼當家2（「Ding-Dang-Dong」的主持人〈Bob Eubanks〉）※富士電視台版。
- 親愛的，我把孩子縮小了（英语：Honey, I Shrunk the Kids） ※影碟版。
- 幻影特攻
- 夜半鬼敲門（英语：House (1986 film)）（警官〈艾倫·奧崔（英语：Alan Autry）〉）
- 以父之名（Barker看守長〈John Benfield〉）
- ID4星際終結者（三軍統帥的總參謀長〈Robert Pine〉、主任）※朝日電視台版[注 5]。
- 時空攔截（英语：Jacob's Ladder (film)）（喬治〈文·雷姆斯〉）※日本電視台版[注 9]。
- 大白鯊3
- 誰殺了甘迺迪 ※朝日電視台版。
- 特警判官（Miller刑務所長〈Maurice Roeves〉※VHS、DVD版／（Geiger〈艾恩·迪里〉）※富士電視台版。
- 雷公彈（英语：Juggernaut (1974 film)）
- 野蠻城市（英语：Jungle 2 Jungle）（船駕駛員〈Ken Larsen〉）
- 終極悍將（英语：Last Man Standing）（Killjoy〈Frank Conn〉）
- 阿拉伯的勞倫斯 ※朝日電視台版。
- 致命武器3（英语：Lethal Weapon 3） ※影碟版。
- 小公子（英语：Little Lord Fauntleroy (1980 film)）（Thomas〈Christopher Bowen〉）
- Lock, Stock…（英语：Lock, Stock...）系列（Derek叔父〈Nick Brimble〉）
  - Lock, Stock and Four Stolen Hooves
  - Lock, Stock and Spaghetti Sauce
  - Lock, Stock and and One Big Bullock
- 撞板神探（英语：Loose Cannons (1990 film)）（修道士〈Robert Elliott〉）※VHS版。
- 愛你、戀你、想你（英语：Love Affair (1994 film)）（Sheldon Blumenthal〈哈羅德·雷米斯〉）
- 麥克阿瑟傳
- 緊急搜捕令（Mike Grimes〈Robert Urich〉）※朝日電視台版。
- 大聯盟2：決戰大反攻（英语：Major League II）（傑西·溫圖拉[注 10]）
- 鬼面公僕2（英语：Maniac Cop 2） ※朝日電視台版。
- 天龍戰警（英语：Marked For Death）（醫生〈厄爾·波恩（英语：Earl Boen）〉、神父）※富士電視台版。
- 決勝時空戰區（茱莉·溫斯頓的父親）※東京電視台版、（布拉德〈安東尼·狄·隆吉（英语：Anthony De Longis）〉）※朝日電視台版。
- 瘋狂肥寶綜藝秀（大象席德〈馬克·萊特（英语：Mark Wright (actor)）〉）※VHS版。
- 拜見岳父大人（動物保護中心人員）
- 慾望無邊（英语：Men of Respect）（Carmelo Rossi〈Robert Modica〉）
- 水銀蒸發令（Martin Lynch〈John Carroll Lynch〉）※VHS、DVD、BD版。
- 超級警探（英语：Metro (1997 film)） ※VHS、DVD版。
- 攔截時光隧道（英语：Millennium (film)）（Eli Seibel〈Cedric Smith〉、Buffalo評議員〈Chris Britton〉）※VHS版。
- 海市蜃樓（Bartok）
- 密西西比在燃燒 ※朝日電視台版。
- 殭屍先生（博物館員〈馮淬帆〉）
- 怪宴（Marcel〈James Cromwell〉）[注 11]
- 墨菲的戰爭
- 攔截目擊者（英语：Narrow Margin）
- 夜襲曼哈頓
- 噩夢城市（英语：Nightmare City）（Donahue〈Manuel Zarzo〉）
- 驚爆魔鬼悍將（英语：No Tomorrow (film)）（Gordon Blake〈Michael Grenne〉）
- 瞞天過海：13王牌（Linus Caldwell〈馬特·戴蒙〉）
- 絕地戰將（英语：On Deadly Ground）（Harold〈David Selburg〉）※VHS、DVD版。
- 黃飛鴻之二：男兒當自強（鐵橋三）
- 王牌罪犯（英语：Ordinary Decent Criminal）（Con〈Tony Coleman〉）
- 法外出擊（英语：Out For Justice）（Sammy〈Gianni Russo〉、坐輪椅的Chase）※影碟版。
- 九霄雲外（英语：Outland (film)） ※朝日電視台版。
- 超越顛峰（英语：Over the Top (film)） ※TBS版。
- 剌殺總書記（英语：The Package (1989 film)）（小混混〈Miguel Nino〉）
- 蒼白騎士（英语：Pale Rider）（拉胡德家族的手下、村人 等）
- 愛國者遊戲 ※富士電視台版。
- 歌劇魅影
- 費城
- 消失的1943（Boyer巡査〈James Edgcomb〉）※朝日電視台版。
- 災難水世界（英语：Piranha (1978 film)） ※朝日電視台版。
- 災難水世界2（英语：Piranha II: The Spawning） ※朝日電視台版。
- 一路順"瘋"（英语：Planes, Trains and Automobiles）（威奇托機場的地勤人員〈Ben Stein〉、州警察官〈Michael McKean〉）
- 前進高棉（Tex〈David Neidorf〉）※朝日電視台版。
- 雙面女蠍星（Fahd Bahktiar〈Richard Romanus〉）※VHS、DVD、BD版／（角色不明）※朝日電視台版。
- 警察故事續集（朱滔〈楚原〉）※VHS版。
- 來自邊緣的明信片（Marty Wiener〈Gary Morton〉）
- 鐵血戰士 ※富士電視台版、朝日電視台版[注 12]。
- 阿普正傳（英语：Prefontaine (film)）（比爾·戴林格〈艾德·奧尼爾〉）
- 這個總統真太濫（拉里·哈里斯〈凱文·庫尼（英语：Kevin Cooney）〉）
- PTU（大眼〈高雄〉）
- 法櫃奇兵 ※影碟版。
- 第一滴血2 ※日本電視台版。
- 綁票通緝令 ※影碟版。
- 魔鬼殺陣 ※朝日電視台版。
- 紅色警探 ※朝日電視台版。
- 紅蝎星（英语：Red Scorpion） ※VHS版。
- 天兵總動員（英语：Renaissance Man (film)）（湯姆·默多赫上尉〈詹姆士·雷瑪〉）
- 十字狂魔（英语：Resurrection (1999年電影)）（園長）
- 豪門孽債（英语：Reversal of Fortune）（彼得·麥金塔〈傑克·吉爾平（英语：Jack Gilpin）〉）
- 執法先鋒（英语：Righting Wrongs）（審判長）
- 俠盜王子羅賓漢 ※富士電視台版。
- 機器戰警2（英语：RoboCop 2） ※朝日電視台版。
- 搖滾巨星（英语：Rock Star (2001 film)）（克利斯·“艾斯”·柯爾的父親〈麥可·夏姆斯·威爾斯（英语：Michael Shamus Wiles）〉）
- 洛基4 ※朝日電視台版。
- 愛上羅姍（英语：Roxanne (film)）（德布斯市長〈佛萊德·威拉特〉）※TBS版。
- 尖峰時刻（史塔基〈約翰·霍克斯〉）※影碟版。
- 都是愛情惹的禍（恩尼教授〈艾爾·海特〉）※影碟版。
- 薩爾瓦多 ※富士電視台版。
- 辛德勒的名單
- 激情劊子（英语：Sea Of Love (film)）（史特朗克〈吉恩·坎菲爾德〉）※影碟版。
- 火線驚爆點（英语：Shadow Conspiracy）（布萊斯〈保爾·格里森（英语：Paul Gleason）〉）
- 少林與武當（英语：Shaolin and Wu Tang）（洪容基〈劉家輝〉）
- 愛別人出聲（英语：Shattered (1991 film)）（科士塔〈伊森·霍克〉）
- 艷舞女郎（艾爾·托雷斯〈勞勃·戴維〉）
- 銀線號大血案（英语：Silver Streak (film)） ※朝日電視台版。
- 異種 ※朝日電視台版。
- 生死時速（鮑勃、重任3）※富士電視台版。
- 決戰史達林格勒（英语：Stalingrad (1993 film)） ※VHS、BD版。
- 驚逢敵手（英语：Steal Big Steal Little）（Mauricio〈Sam Vlahos〉）
- 探戈與金錢（英语：Tango & Cash） ※VHS、DVD、BD版。
- 熄燈號（英语：Taps (film)）
- 計程車司機 ※TBS版。
- 忍者龜II（英语：Teenage Mutant Ninja Turtles II: The Secret of the Ooze）
- 無底洞（艾利斯·“桑尼”·道森〈J·C·奎因（英语：J. C. Quinn）〉）※富士電視台版。
- 美國總統
- 大盜鐵金剛（英语：The Anderson Tapes）（醫護兵、刑務所的戒護人員、偵探、巡査部長的下屬）
- 全壘打王（英语：The Babe）（Jack Dunn〈J. C. Quinn〉）※影碟版。
- 紐約大怪談（英语：The Believers） ※朝日電視台版。
- 瘋狂大巴士3區（英语：The Big Bus）（Jack〈Howard Hesseman〉）
- 黑豹天下（紅狼〈元華〉）
- 桂河大橋 ※富士電視台版。
- 煉獄（英语：The Burning (film)） ※富士電視台版[注 9]。
- 王牌特派員
- 九尾怪貓 ※富士電視台版。
- 驚爆九重天（英语：The Concorde ... Airport '79）
- 真情世界（英语：The Cure (1995 film)） ※影碟版。
- 浩劫後（英语：The Day After）  ※朝日電視台版。
- 明天過後（Dennis〈Richard McMillan〉）※朝日電視台版。
- 特務謎雲（英语：The Debt (2010 film)）（迪特·沃格爾〈加斯帕·克里斯滕森〉）
- 深深深
- 危急時刻（英语：The Desperate Hours (film)）（Fredericks警部補〈Ray Teal〉）※東京電視台版。
- 象人（夜警〈Michael Elphick〉）※TBS版[注 9]
- 星際大戰五部曲：帝國大反擊 ※日本電視台版。
- 手下不留情（英语：The Evil That Men Do (film)）
- 荊軻刺秦王（刀匠1）
- 變蠅人2（英语：The Fly II） ※影碟版、朝日電視台版。
- 亡命天涯 ※朝日電視台版。
- 亡命大煞星（英语：The Getaway (1972 film)）（卡羅·麥考伊〈艾莉·麥克勞〉）※1994年朝日電視台版[注 7]。
- 教父 ※日本電視台版。
- 異形附身（汽車銷售員）
- 贖命殺神（英语：The Keeper (2009 film)）（Conner Wells〈Steph DuVall〉）
- 亡命之徒（英语：The Killer Elite）
- 終極尖兵（英语：The Last Boy Scout）（Baynard的保鑣〈Robert Apisa〉、暗巷的殺手〈Badja Djola〉）※影碟版。
- 最長的一日（Fabian）※朝日電視台版。
- 教會（約翰·菲爾丁神父〈連恩·尼遜〉）
- 大峽谷（英语：The Missouri Breaks）（卡里〈佛德列·科裏士（英语：Frederic Forrest）〉）
- 掃蕩三人組（英语：The Mod Squad）（Mothershed〈理查德·詹金斯〉）[注 13]
- CIA驚世大行動（英语：Mulholland Falls）（Eddie Hall〈Michael Madsen〉）
- 海神號遇險記 ※朝日電視台版[注 4]。
- 魔鬼阿諾 ※富士電視台版。
- 點燃生命之海（何塞·桑佩德羅〈瑟爾索·布加羅（英语：Celso Bugallo）〉）
- 成功的祕密（朗恩〈比爾·法格巴克〉）※TBS版。
- 飛碟襲擊（日语：センダー/超誘導体）（洛克伍德〈史蒂文·威廉姆茲（英语：Steven Williams）〉）
- 魅影魔星（英语：The Shadow (1994 film)）（法利·克萊莫爾〈蒂姆·克里〉）※影碟版。
- 刺激 ※朝日電視台版。
- 騎劫地下鐵（英语：The Taking of Pelham One Two Three (1974 film)）（布朗先生〈厄爾·欣德曼（英语：Earl Hindman）〉）
- 魔鬼終結者（路地裏的警官、打電話的男子）※VHS版。
- 劫後餘生（英语：The Truce (1997 film)）（D'Agata〈Andy Luotto〉）
- 大審判（英语：The Verdict） ※TBS版。
- 訪客（英语：The Visitor (1979 film)）（警探〈華萊士·威爾金森〉）※TBS版[注 9]。
- 外星人大戰地球（英语：The War of the Worlds (1953 film)）（Wash Perry〈William Phipps〉）※宮下勝名義。
- 魔鬼終結者2：審判日（恩瑞克·賽西達〈卡斯圖羅·奎拉（英语：Castulo Guerra）〉、凱爾·瑞斯〈邁克爾·比恩〉[注 14]）※富士電視台版[注 15]。
- 極度空間（工頭〈諾曼·奧爾登（英语：Norman Alden）〉）※朝日電視台版。
- 火海浴血戰（英语：To Hell and Back (film)）（豪維上校〈保羅·蘭頓（英语：Paul Langton）〉）
- 絕命終結者（英语：Tombstone）
- 捍衛戰士 ※富士電視台版。
- 魔鬼總動員 ※朝日電視台版。
- 黑鷹戰秘（馬克·拉塞爾檢察官〈大衛·謝伍德〉）
- 危險任務（Samuel Bowen機長〈班·克羅斯〉）
- 美國最後之日（英语：Twilight's Last Gleaming）（路易·坎內利斯中尉〈摩根·保羅（英语：Morgan Paull）〉）
- 戰火下（英语：Under Fire (film)）
- 魔鬼戰將（Calaway〈Sandy Ward〉、輪機艙值班駕駛員〈Joseph F. Kosala〉）※影碟版。
- 裂縫（英语：United Trash）
- 魔鬼命令（越南陸軍士官、加油站的老闆）※VHS、DVD、BD版。
- 因為你愛過我（英语：Up Close and Personal (film)）（Buford Sells〈Noble Willingham〉）
- 風塵三俠（英语：Warlock） ※朝日電視台版。
- Watchers Reborn（英语：Watchers Reborn）（Johnson〈Stephen Macht〉）
- 烽火驚爆線（英语：Welcome to Sarajevo）（Jacket〈Igor Džambazov〉）
- 西城故事（Schrank警部補〈Simon Oakland〉）※TBS新錄製版。
- 反恐怖戰隊（英语：Who Dares Wins (film)）（Freund上尉〈Albert Fortell〉）※朝日電視台版[注 9]。
- 證人 ※朝日電視台版。
- 007：雷霆谷（休士頓電波探測基地操作員〈大衛·希利〉）※TBS版。
- 計謀大劫案（英语：Zebra Force）（克雷摩爾警部〈克萊·坦納（英语：Clay Tanner）〉）※DVD版。

#### 電視影集
- 環遊世界八十天（英语：Around the World in 80 Days (miniseries)）（萊西〈布魯斯·特洛伊·戴維斯〉）※NHK版。
- 靈書妙探 (第3季)（吉姆·貝克特〈斯科特·寶琳（英语：Scott Paulin）〉）
- 神探可倫坡（警官、機場保全、驗屍官、史坦巡査〈小埃德·貝格里〉、史坦利、艾弗、安迪、約翰）
- CSI犯罪現場（康拉德·埃克利〈馬克·凡（英语：Marc Vann）〉、諾曼·史特靈〈葛高瑞·伊金（英语：Gregory Itzin）〉）
- 犯罪心理 (第5季)（雷·芬尼根〈威廉·托馬斯·桑德勒〉）
- 雙面諜（英语：Cover Up (TV series)）（Coluber）
- 荒野女醫情（英语：Dr. Quinn, Medicine Woman）（Horace Bing〈Frank Collison〉）
- 靈異之城（James Mansfield〈Barclay Hope〉）
- 飛向月球（旁白）※NHK版。
- 六人行（利普森園長〈佛萊德·威拉特〉）
- 百戰天龍（洛培特〈提姆·羅索維奇（英语：Tim Rossovich）〉、傑夫·史東〈派屈克·韋恩（英语：Patrick Wayne）〉）
- 情理法的春天（英语：Homicide: Life on the Street）（Ed Danvers檢察官〈Željko Ivanek〉）
- 豪斯醫生 (第3季)（Michael Tritter偵察官〈大衛·摩斯〉）
- 休斯頓騎士（英语：Houston Knights）（Mallory）
- 執法悍將（Snodgrass審判官 等）
- 盧·格蘭特（英语：Lou Grant）（丹尼斯·“艾尼莫”·普萊斯〈達里爾·安德森（英语：Daryl Anderson）〉）
- 麥高探長（英语：McCloud (TV series)）
- 女作家推理劇場（英语：Murder, She Wrote）（Pete Morgan〈Eric Server〉、（Eddie Walters〈Stan Shaw〉）
- 紐約重案組（英语：NYPD Blue）（Greg Medavoy刑警〈Gordon Clapp〉）
- 外星界限（英语：The Outer Limits (1995 TV series)）（搬家公司）
- 太平洋戰爭（McMasky中校）
- 偽裝者（艾瑟）
- 荒野真情（英语：The Professionals (TV series)）系列
  - Blind Run（Charlie〈Tommy Boyle〉）
  - Long Shot（Harbinger〈Ed Bishop〉）
  - Operation Susie（Somerfield〈John Line〉）
- 特洛伊木馬（英语：The Trojan Horse (miniseries)）（葛瑞〈科賓·本森〉）
- 白宮風雲 (第4季)（Stu Winkle）
- 原野飆龍（英语：The Young Riders）（Wilkes、Taylor、Gordon 等）
- 三國（黃權）
  - 三國演義（曹洪）
- 法網情仇（英语：Shannon's Deal）（Wilmer Slade〈Richard Edson〉）
- 福爾摩斯探案：紅髮會（男子、書店老闆）
- 桃色雙探（英语：Silk Stalkings）（Martin Greenwald／Vinnie LoCerno／Joey V〈Joseph Cali〉）
- 銀河前哨（Dukat〈Marc Alaimo〉）
- 雙峰（Andy Brennan保安官助理〈Harry Goaz〉）
- X檔案 (第3季)（Kim Manners刑警[注 10]）

#### 動畫
- 救難小福星（愛爾博）※東京電視台版。
- 唐吉訶德（男子）
- 大英雄（特爾佩多、托爾奇）
- 蝙蝠俠 (動畫影集版)（歌利亞）
- 樂一通（旁白）
- 穿靴子的貓（約翰）
- 忍者龜 (東京電視台版)（伯恩·湯普森部長〈第2代日語配音／派特·法利（英语：Pat Fraley）〉）※東和視頻版。
- 查理布朗與史努比 (1981年版)（雪米）
- 新小熊維尼歷險記（店家老闆）
- 小小湯姆與傑利
- 神偷卡門（英國軍隊隊長、科學家）

### 柏青哥、角子機
- 角子機金肉人 ～金肉星王位爭奪篇～（日语：パチスロキン肉マン）（拉麵人）

### 特攝影集
- 救急戰隊GOGOV（花粉災魔獸的聲音）

### 電視劇
- 特別機動搜查隊（日语：特別機動捜査隊） 第459話「裸之狂宴」（1970年，NET）
- Play Girl（日语：プレイガール (テレビドラマ)） 第88話「憎恨的那傢伙在夕陽下消失了」（1970年，東京12頻道）

### 旁白
- BS世界紀錄片（日语：BS世界のドキュメンタリー）（NHK-BS1）
- BBC精選
- 知性之旅

### 舞台
- 櫻桃園
- 日本三文錢的歌劇
- 公演
  - 我們的小鎮（日语：わが町）（第五回公演）－進行人員
  - 鲱魚場（第六回公演）－青森
  - 騎兵們（第七回公演）－Pietro

### 其它
- 機動戰士鋼彈0079：Card Builder（日语：機動戦士ガンダム0079カードビルダー）（查普·亞德爾、里昂·利斐、烏拉干中尉）
- 角川盒式錄音帶（特洛伊）
- 明治製菓（廣告旁白）

## 腳註

## 外部連結
- 幹本雄之｜ARTSVISION （日語）